# Erich Meier (NS-Opfer)
Erich Meier (* 16. Dezember 1910 in Spandau; † zwischen dem 11. und 16. März 1933 in Berlin) war ein deutscher Jungarbeiter und ein frühes NS-Opfer.

## Leben und Tätigkeit

### Frühes Leben

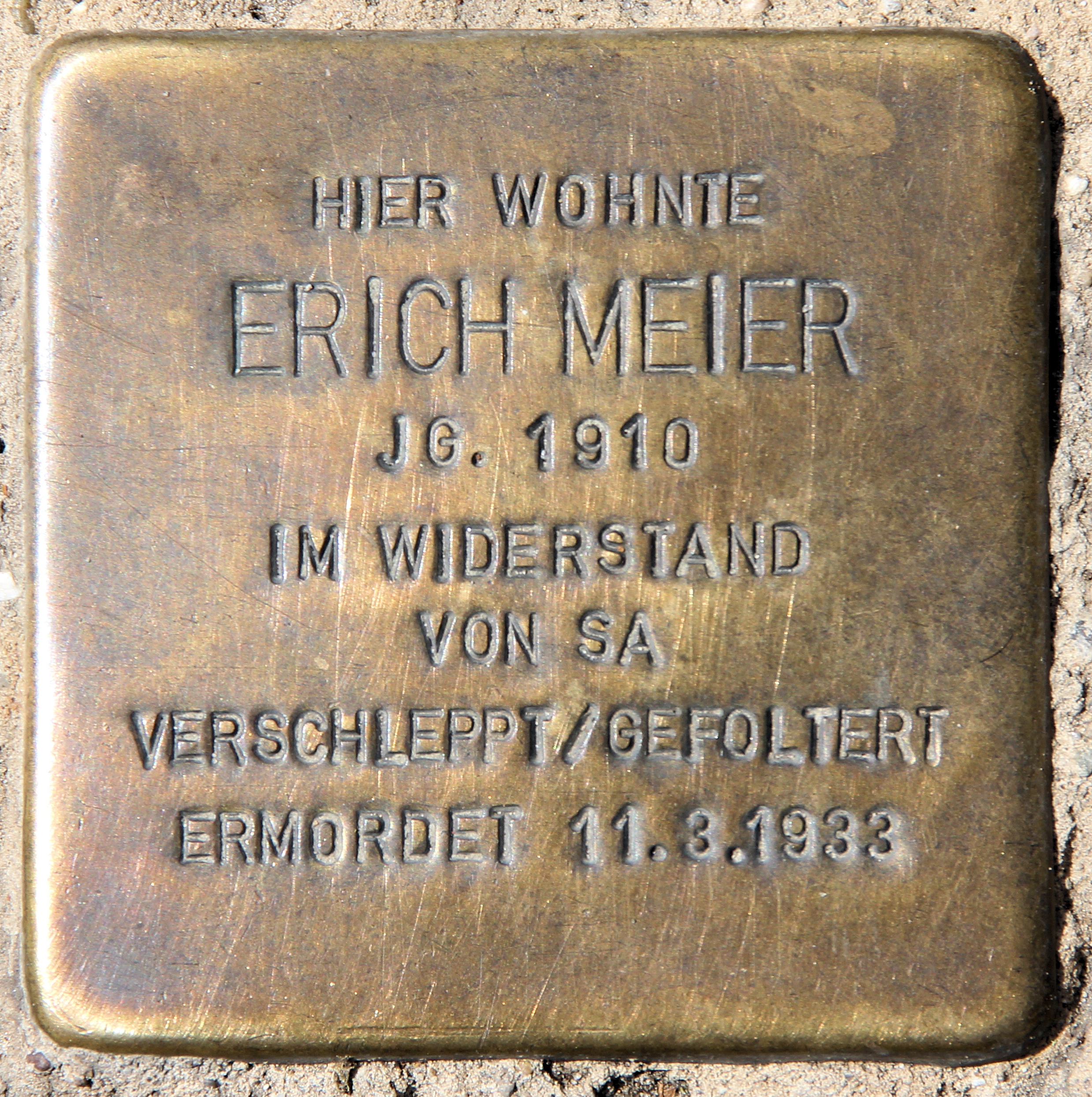
Stolperstein für Erich Meier

Meier war der Sohn eines Baggermonteurs bei Orenstein & Koppel und einer Wäscherin. Die Mutter verstarb 1919, der Vater 1932. Zur Familie gehörten eine Schwester und zwei Brüder, mit denen Meier Zeitungen austrug, um das Familieneinkommen aufzubessern.
Nach dem Besuch einer Volksschule und einer Freien Schule erlernte Meier in den Deutschen Industriewerken den Beruf des Werkzeugmachers und trat in den Deutschen Metallarbeiter-Verband ein.

### Politischer Aktivismus (1928–1933)
1928 wurde Meier auf Anregung seines ehemaligen Klassenlehrers Karl Schall Mitglied der Sozialistischen Arbeiterjugend (SAJ). Er entwickelte sich zum Vorsitzenden der Spandauer SAJ und zu einem führenden Funktionär der Organisation. Er engagierte sich in der sozialistischen Jugendarbeit und wurde Leiter der Spielgruppe Rote Rebellen.
Unzufriedenheit mt der sozialdemokratischen Politik führte im Juli 1931 dazu, dass Meier aus der SAJ ausschied und zum Kommunistischen Jugendverband (KJVD) übertrat. Aufgrund seiner Popularität in der Spandauer SAJ konnte er mehr als zwanzig Gesinnungsfreunde dazu bewegen, ihm zu folgen. In diesem wurde er Vorsitzender der KJVD-Gruppe des Unterbezirks Berlin-Spandau und Mitglied der Bezirksleitung Berlin-Brandenburg des Verbandes. Er organisierte Demonstrationen gegen die NSDAP und SA und trat bei politischen Veranstaltungen als Redner auf. Seine Ermittlungsakten enthalten Hinweise auf „Hetzreden“, demonstratives Singen von Liedern und Besitz von Propagandamaterial. Im Juli 1932 wurde er auf dem Spandauer Arbeitsamt wegen Hausfriedensbruchs festgenommen und zu zwei Wochen Gefängnis verurteilt.
Seinen wahrscheinlich größten Coup gegen die NSDAP landete er bei einer Großveranstaltung im Lokal Pferdehimmel (Pichelsdorfer Straße), indem er den Saal zur Hälfte mit eingeschleusten KPD-Anhängern füllte und dem dort redenden Gauleiter Joseph Goebbels mehrfach ins Wort fiel.

### Verhaftung und Ermordung
Nach dem Machtantritt der Nationalsozialisten im Januar 1933 ging Meier in den Untergrund. Die vorbereitete Flucht in die Tschechoslowakei misslang aufgrund seiner zögerlichen Haltung.
Bei einer Verhaftungsaktion in der Nacht vom 10. zum 11. März 1933 wurde Meier von SA-Leuten in der Laube „Huhn“ in der Laubenkolonie „Gute Hoffnung“ an der Falkenhagener Chaussee in Spandau entdeckt und verhaftet. Er wurde bereits an Ort und Stelle zusammengeschlagen und anschließend in das SA-Lokal „Drechsel“ in der Spandauer Wilhelmstraße 20 verschleppt. Dort wurde er von Angehörigen des Sturms 107 des Sturmbanns 14 in der Waschküche des Lokals bis in die Morgenstunden schwer misshandelt. Anschließend wurde er von drei SA-Angehörigen mit einem Kraftwagen zu einem Rieselfeld in der Nähe des Gutes Karolinenhöhe am Stadtrand von Berlin (Seeburg) gebracht und dort auf einem Acker, etwa 500 Meter von der Straße entfernt, erschossen. Die Leiche wies sieben Rücken- und drei Kopfschüsse auf.
Erst am 16. März wurde Meiers Leiche vom Feldhüter des Gutes Karolinenhöhe, Otto Borchert, aufgefunden. Außer den erwähnten Schussverletzungen stellte der obduzierende Arzt eingeschlagene Zähne, ausgerissene Haarbüschel, zahlreiche Blutergüsse und zertrümmerte Hoden fest. Eine unter Leitung des Hauptkommissars Quoß stehende Mordkommission untersuchte den Fall pro forma und stellte die Ermittlungen rasch wieder ein.
Meiers Begräbnis am 18. März geriet zu einer der letzten öffentlichen Demonstrationen der zum Nationalsozialismus oppositionellen Kräfte in Spandau, bevor politische Demonstrationen im Zuge der Gleichschaltung zwangsweise eingestellt wurden. Sein Grab – heute ein Ehrengrab – befindet sich auf dem Friedhof In den Kisseln in Spandau.

### Juristische Aufarbeitung des Mordes an Meier und Nachwirken
1951 fand in West-Berlin vor der 10. Strafkammer des Landgerichts Moabit ein Prozess gegen ehemalige Angehörige der Spandauer SA wegen Verbrechen gegen die Menschlichkeit statt (1 P KLs 21/51), in dem auch auf Meiers Ermordung eingegangen wurde. Angeklagt waren der ehemalige Obersturmführer Gerhard Steltner und der ehemalige Hauptsturmführer Hans Horn. Steltner erhielt durch Urteil vom 14. September 1951 eine Strafe von sechseinhalb Jahren Gefängnis zugewiesen, Horn ein Jahr. In einer Neuverhandlung von 1953 wurde Horn freigesprochen und Steltners Strafmaß verringert.
Ab etwa 1960 trug eine Straße in West-Staaken, das damals im Kreis Nauen in der DDR lag, im Andenken an Meier den Namen Erich-Meier-Straße. Zum 1. Oktober 1990, zwei Tage vor der Wiedereingliederung Weststaakens nach Berlin, wurde diese Straße mit der Feldstraße zusammengelegt und in Staakener Feldstraße umbenannt.
Seit dem 26. Oktober 2010 erinnert ein Stolperstein vor dem Haus Kurze Straße 1 an Meiers Leben und Ermordung.

## Archivarische Überlieferung
Akten zum Fall Meier liegen im Brandenburgischen Hauptarchiv (Akte I Pol.1090) und im Landesarchiv Berlin (A Pr. Br. Rep. 030, Nr. 2411). Kurt Schilde bezeichnet eine geschichtswissenschaftlich eingehende Darstellung des Falles aufgrund dieser recht ausführlichen justiziellen Überlieferung als „sicher lohnenswert“.